# بودجاردو
بودجاردو (بالإيطالية: Poggiardo)‏ هي بلدية في مقاطعة ليتشي في إقليم بوليا الإيطالي.

## السكان
في سنة 1861 بلغ عدد السكان 2٬198 نسمة، وتطور العدد ليصل في سنة 2011 لـ 6٬119 نسمة.
يظهر هذا المخطط البياني تطور النمو السكاني لـ بودجاردو

## أعلام
- جيرمانو لونجو